# 可重现构建

可重现构建的标志

可重现构建（英語：Reproducible builds）也被称为确定性编译（英語：deterministic compilation），这是一个编译软件的过程，能够确保生成的二进制代码（也就是机器码）可以重现。使用确定性编译编译的源代码将始终输出相同的二进制文件。
可重现构建可以作为信任鏈的一部分，这是因为源代码可以签名，这样就可以证明二进制文件是从受信任的源代码编译的。